# Drosera monticola
Drosera monticola är en sileshårsväxtart som först beskrevs av Allen Lowrie och Neville Graeme Marchant, och fick sitt nu gällande namn av Allen Lowrie. Drosera monticola ingår i släktet sileshår, och familjen sileshårsväxter.
Artens utbredningsområde är:
- Ashmore-Cartieröarna.
- Western Australia.

Inga underarter finns listade i Catalogue of Life.